# Tombe des géants

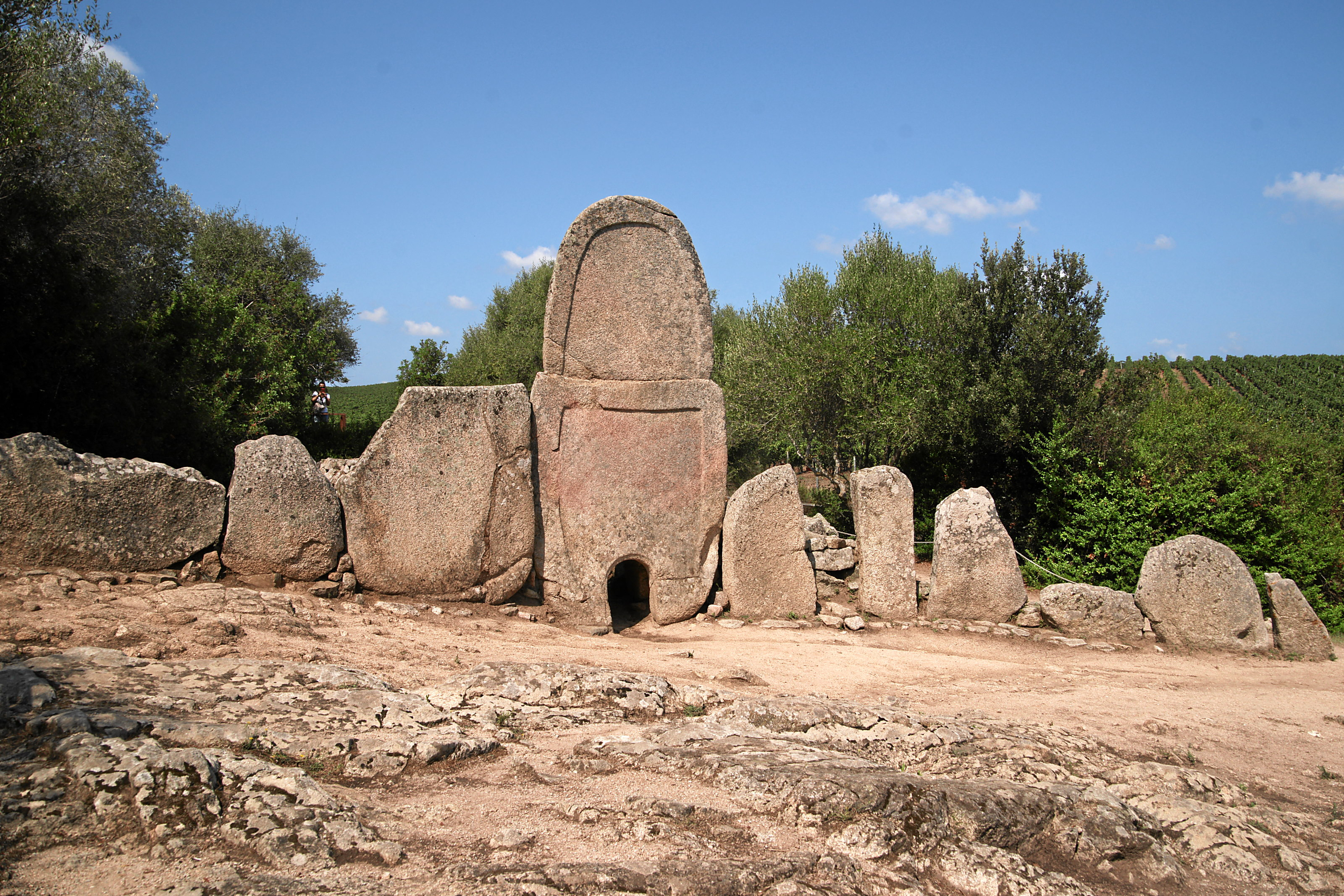
Tombe des géants Coddu 'Ecchju à Arzachena.

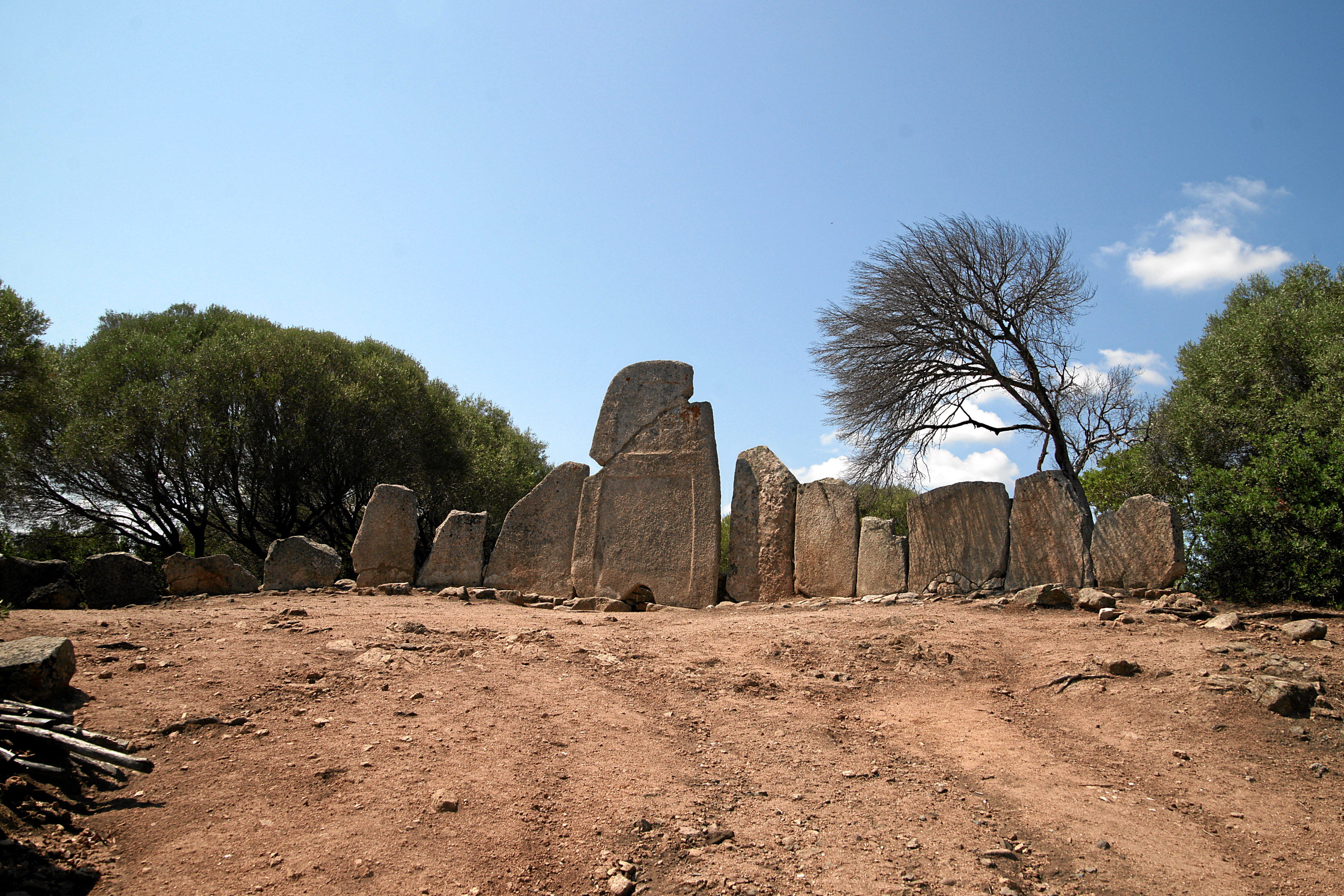
Tombe des géants de Li-Lolgi à Arzachena.

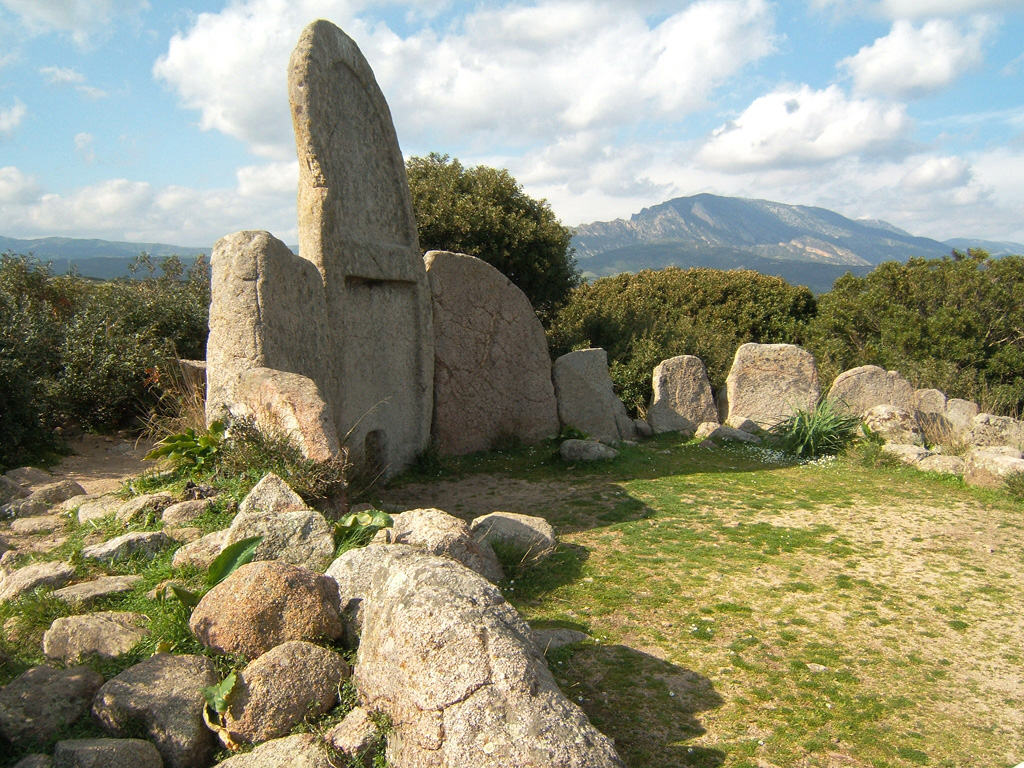
Tombe des géants de Sa Ena 'e Thomes à Dorgali.

Une tombe des géants (tomba dei giganti en italien, tumba de los gigantes ou sepoltura de gigantes en espagnol) est un monument funéraire mégalithique appartenant à la culture nuragique (1600 - 238 av. J.-C.). On recense plus de 800 tombes des géants dans toute la Sardaigne, en Italie.

## Étymologie
L'origine du terme « tombe des géants » peut autant s'expliquer par la taille de ce type de monument, que par la tradition  homérique. Dans L'Odyssée, Ulysse accoste sur l'île des Lestrygons, un peuple de géants anthropophages, dont le roi se nomme Antiphatès. Il est probable que le royaume des Lestrygons corresponde à la Sardaigne et à la Corse et que le récit retranscrive un conflit réel entre les marins grecs et les autochtones, soit à l'époque mycénienne, soit à l'époque historique, les Eubéens ayant atteint les côtes sardes au Xe siècle av. J.-C., époque où ils commerçaient avec les Tyrrhéniens.

## Architecture
Il est admis que l'architecture des tombes des géants s'est inspirée de celle des constructions mégalithiques funéraires qui les ont précédées, dolmens et allées couvertes. L'entrée est marquée par une façade monumentale faite de grands orthostates plantés en arc de cercle, d'une hauteur décroissante du centre vers les extrémités, délimitant un exèdre. La dalle centrale est la plus haute (3 à 4 m) et la plus finement ouvragée. Elle s'apparente à une stèle de forme semi-ogivale, formée d'un seul bloc de pierre ou de deux dalles superposées, avec une corniche en relief. La base de cette stèle comporte une petite ouverture, mais c'est une ouverture symbolique, la véritable ouverture se situant latéralement juste derrière la stèle.
La chambre est de forme rectangulaire, d'une longueur moyenne d'environ 15 m, les plus grandes atteignant 27 à 28 m (Li Lolghi à Arzachena, Su Monte de S'Aspe près d'Olbia),, pour une hauteur de 2 à 3 m, recouverte par des dalles posées à plat ou en encorbellement et le plus souvent partiellement enterrée. L'ensemble était à l'origine recouvert d'un tumulus allongé, ressemblant à une coque de bateau renversée, avec une hauteur décroissante de la façade vers la partie postérieure, généralement arrondie en « abside ».

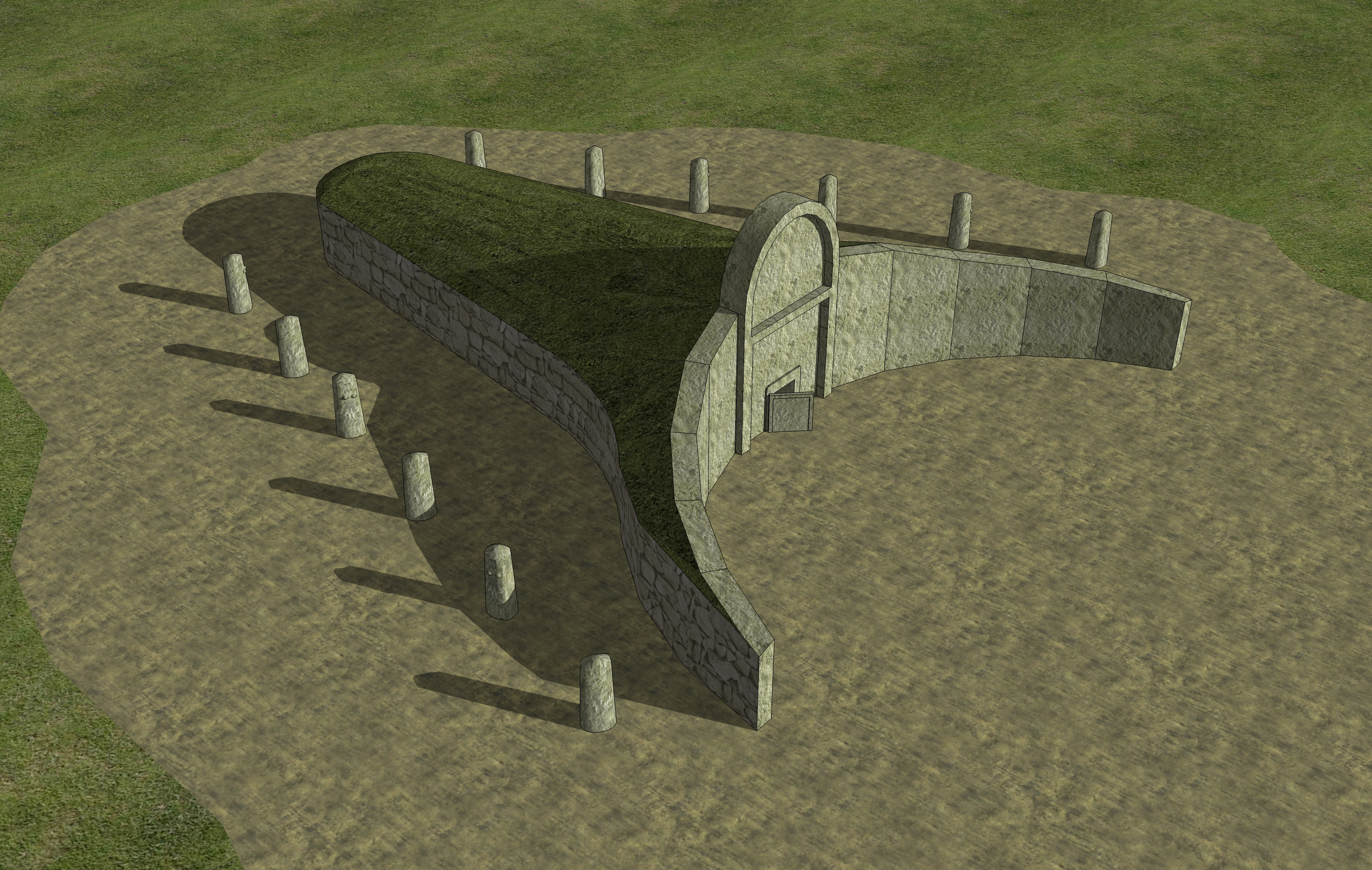
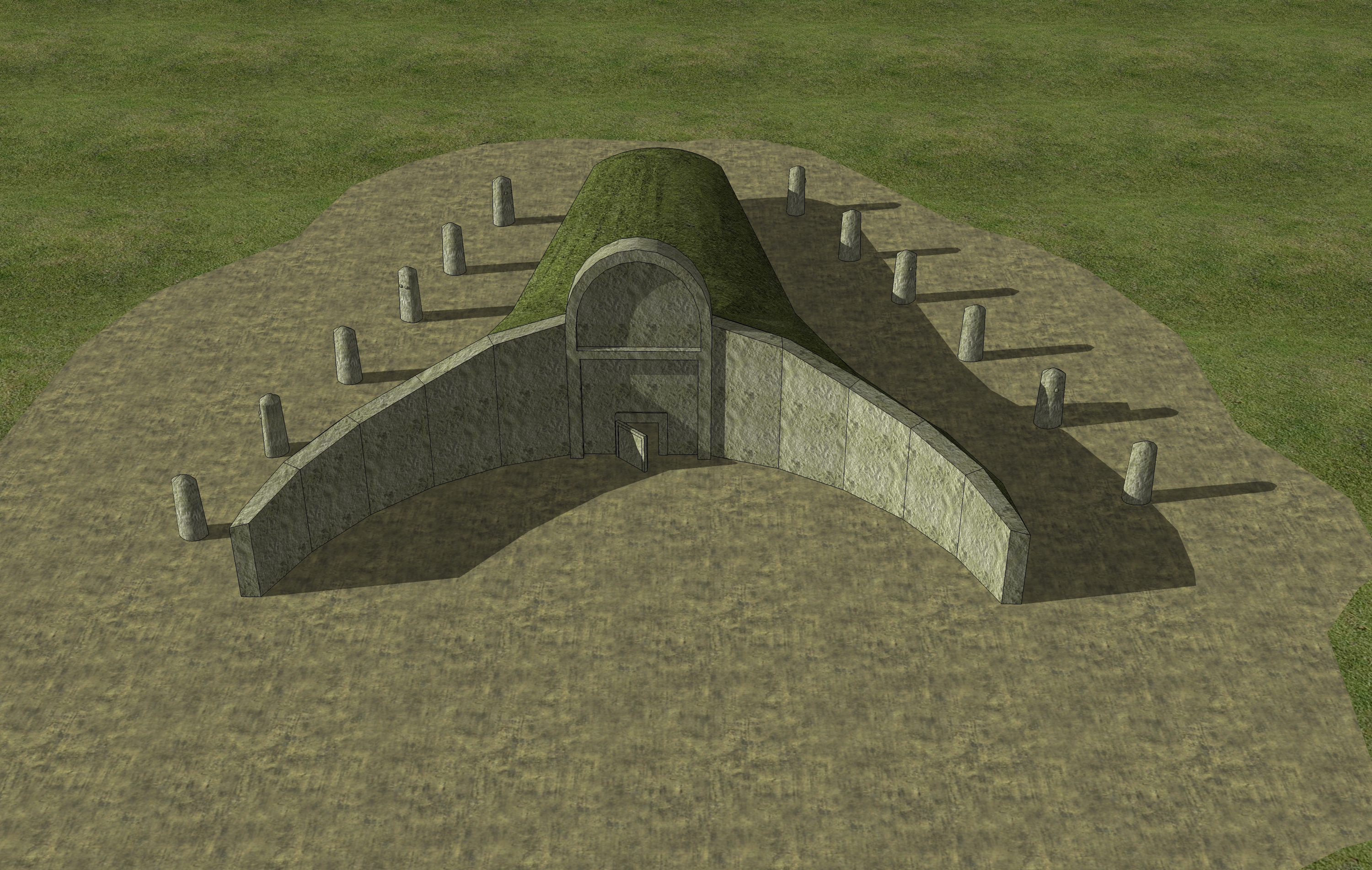
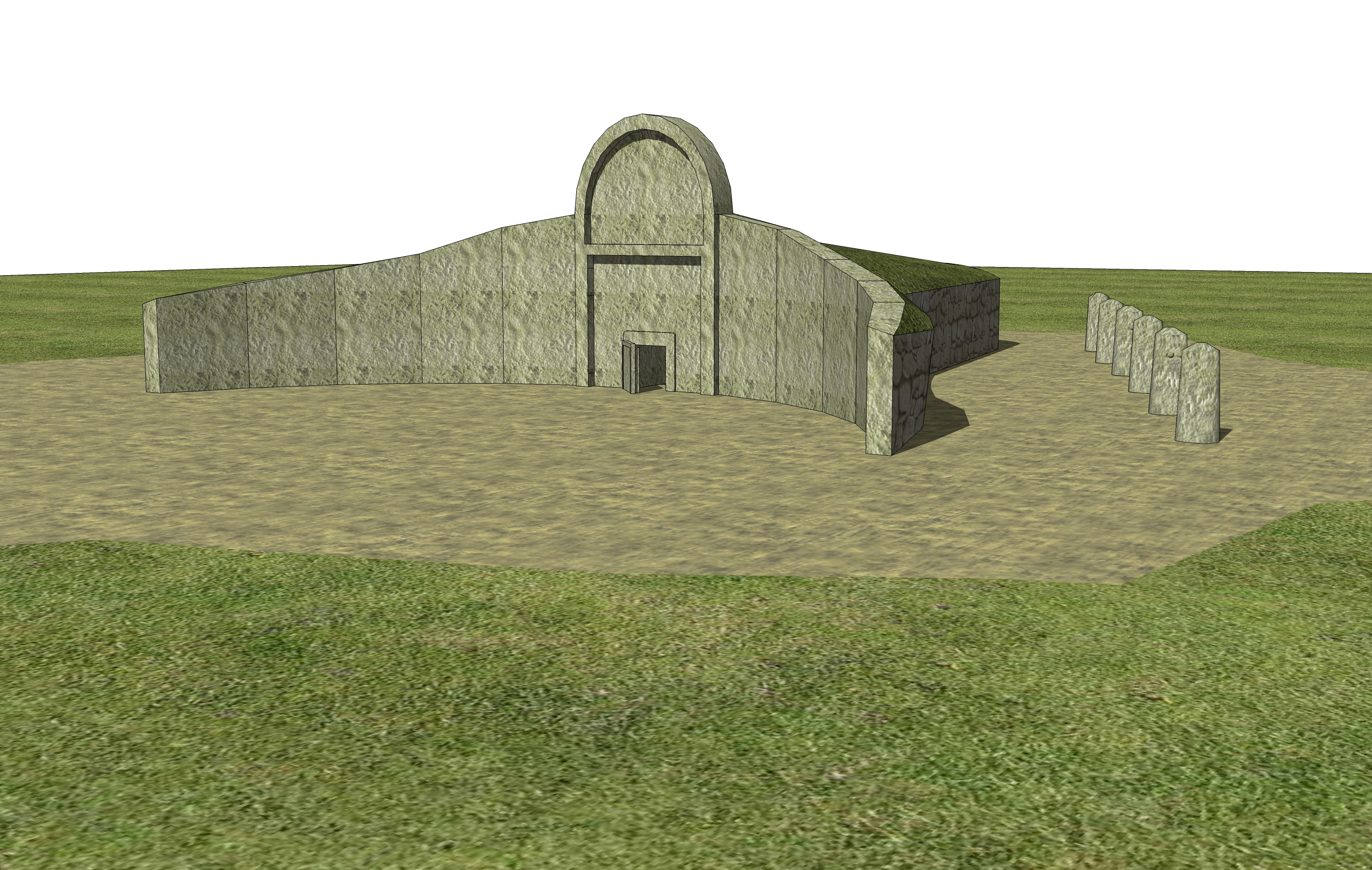
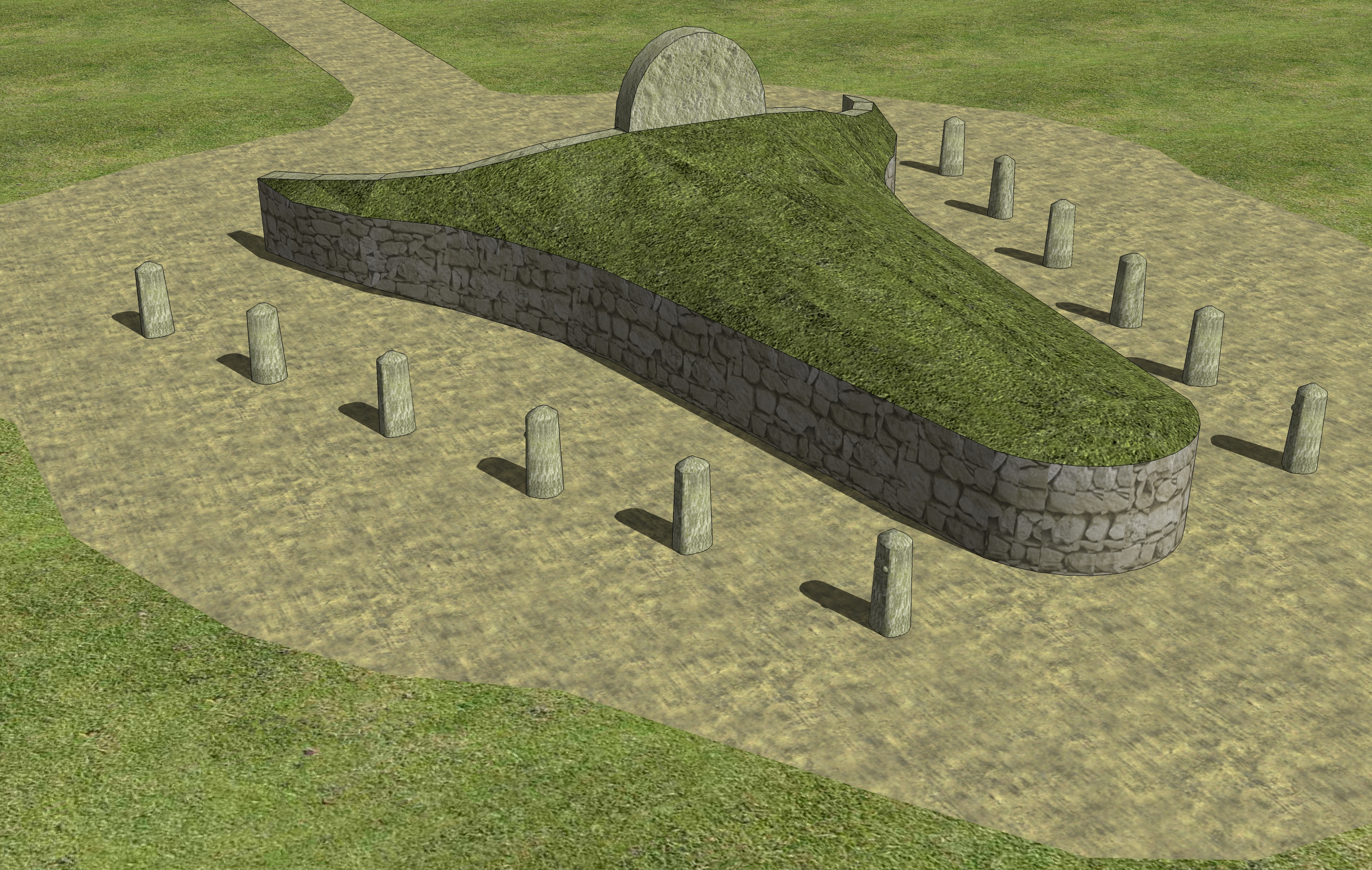
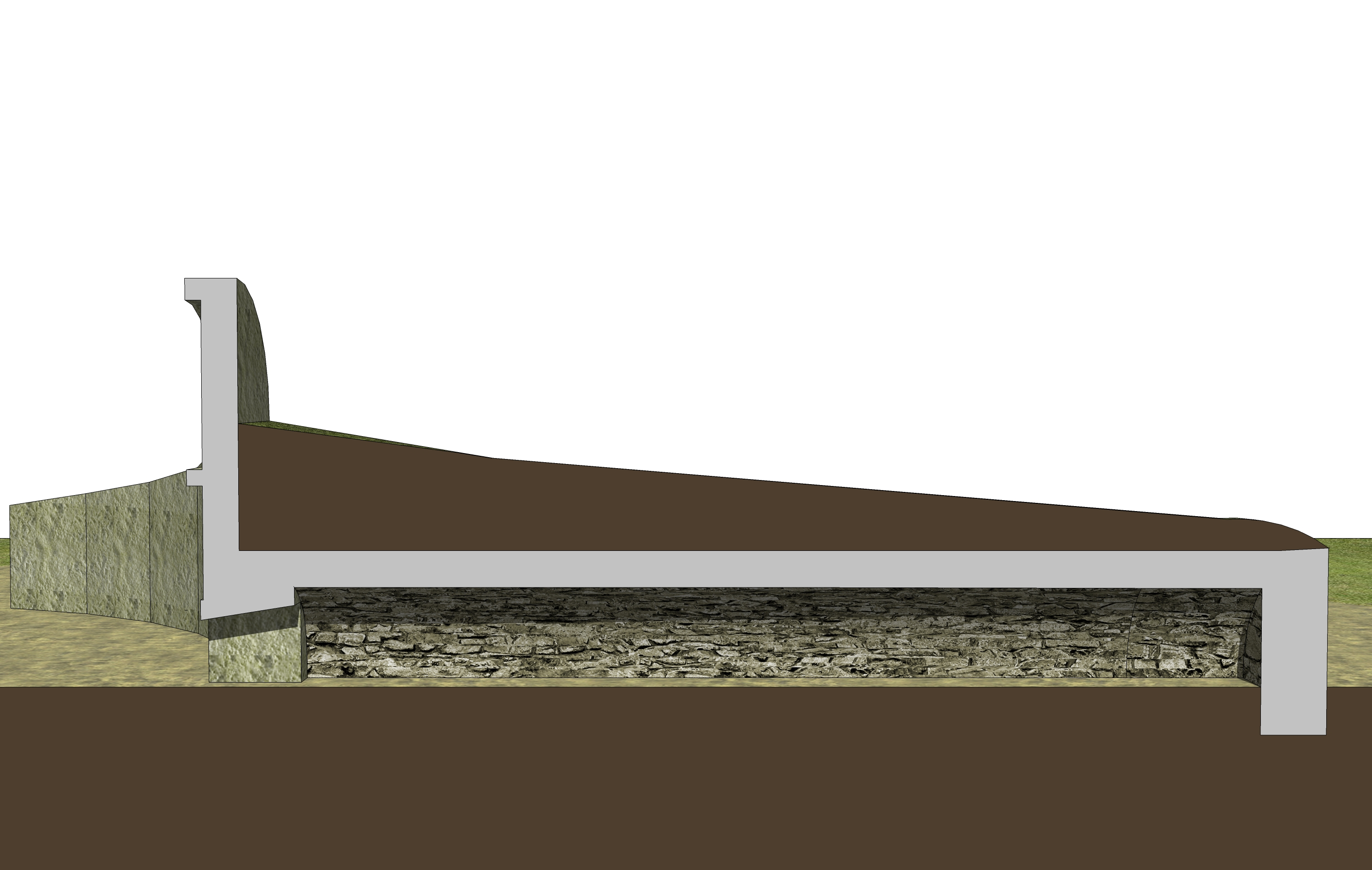

On distingue deux types de tombe des géants correspondant à une évolution architecturale. Dans un premier temps, les tombes sont directement inspirées des anciens monuments mégalithiques : les bâtisseurs nuragiques se contentent de rajouter une façade monumentale à une allée couverte traditionnelle. On recense près de 300 monuments de ce type. Dans un second temps, les orthostates latéraux sont peu à peu remplacés par des murs cyclopéens inspirés de l'architecture des nuraghes, les deux dispositifs pouvant coexister. Au cours du Bronze moyen II (1400 - 1300 av. J.-C.), au centre et au nord de la Sardaigne, les orthostates et la stèle d'entrée disparaissent au profit de murs en maçonnerie construits avec des blocs polygonaux, l'entrée est remplacée par un trilithe avec parfois (tombes de Iloi, Sedilo, Seleni, Lanusei) un bloc supérieur, dit « à denticules », comportant trois cavités destinées à accueillir de petits bétyles.

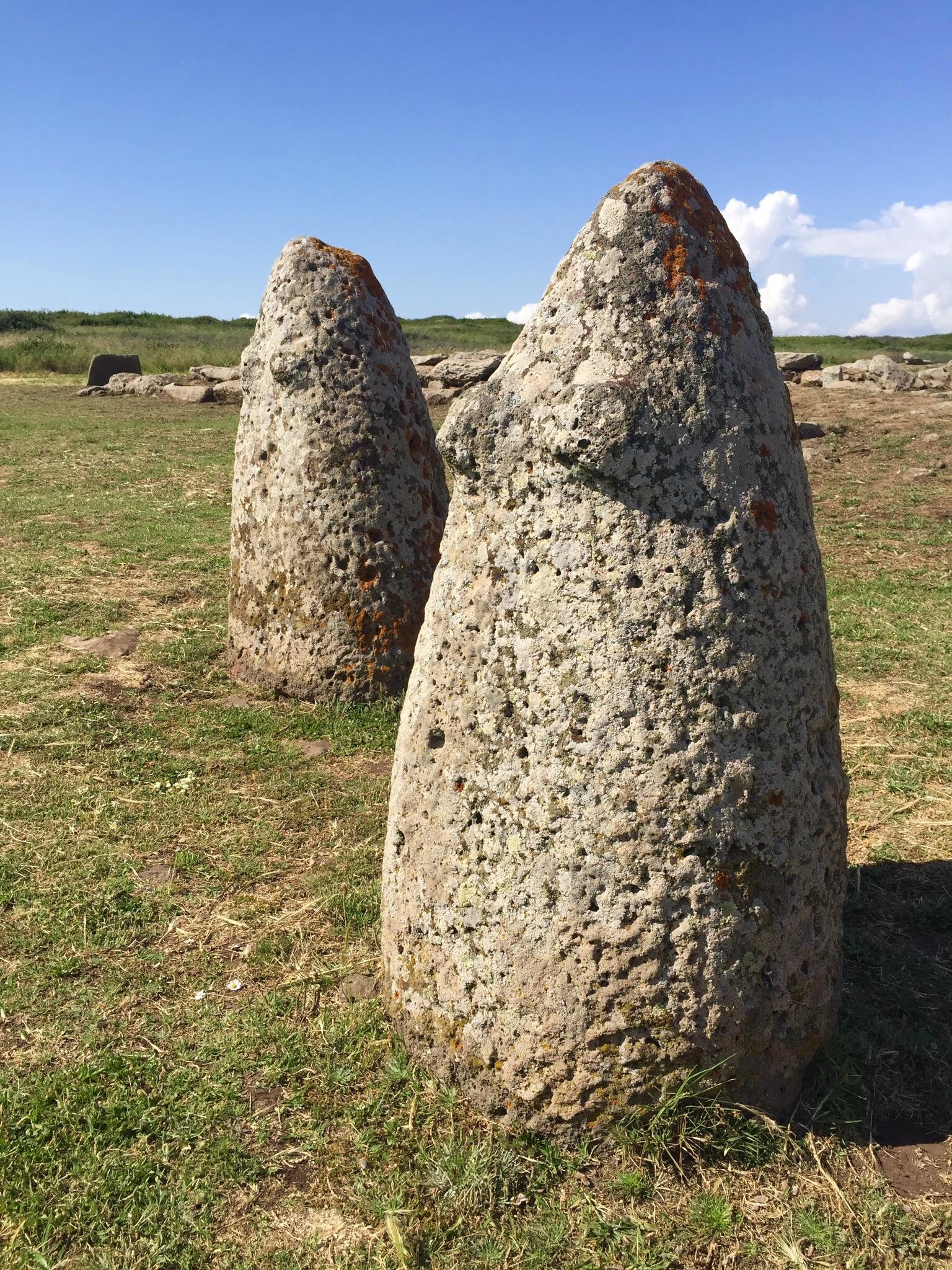
Bétyles du complexe de Tamuli.

En Sardaigne centre occidentale, des bétyles coniques ou tronconiques, de taille moyenne à grande (1 à 2 m), sont placés à l'extérieur de la tombe, à proximité de l'entrée. Ils comportent parfois des cavités ou des excroissances interprétées comme des attributs sexuels représentant la Déesse Mère. Les fouilles ont aussi révélé l'existence de petites fosses remplies de céramiques et de petits cailloux. Ces aménagements à l'extérieur des tombes pourraient correspondre à des rituels, en lien avec les inhumations, les bétyles symbolisant les dieux ou les aïeux veillant sur les défunts, ou d'autres rituels pas strictement funéraires mais liés aux guérisons.

## Fonction
Les tombes des géants sont des édifices funéraires collectifs. Ce sont les seules sépultures connues pour le début de la période nuragique, mais en raison des réemplois successifs, parfois jusqu'au Moyen Âge, pratiquement aucun matériel archéologique de cette période n'a été retrouvé lors des fouilles. Les rites funéraires associés demeurent inconnus mais il pourrait s'agir de sépultures secondaires : les corps étaient décharnés par exposition à l'air libre (peut-être dans l'exèdre) puis les ossements restant étaient déposés à l'intérieur de la chambre. Les corps avaient probablement fait l'objet de scarifications, car des traces de cette méthode ont été relevées sur les os. 
La forme d'une tombe des géants rappelle celle d'un protomé de taureau. La façade en demi-cercle pourrait symboliser les cornes et la chambre funéraire l'avant-corps. Les cultes funéraires en lien avec les tombes des géants seraient selon certaines hypothèses à rapprocher de celui d'un « dieu taureau » et d'une « déesse mère », ce culte associant la mort à la naissance selon le principe de la renaissance : le taureau et la mère étaient censés s'accoupler afin de redonner vie aux défunts dans l'au-delà.

## Inventaire

Répartition géographique des tombes des géants.

802 tombes des géants ont été recensées dans toute la Sardaigne, mais avec une forte concentration dans les parties centrale et occidentale de l'île, à proximité, au plus quelques centaines de mètres, d'un habitat nuragique. Les plus spectaculaires sont celles de Capichera, Li Lolghi, Coddu Vecchju, Madau et Tamuli.